# Waldfriedhof Müggelheim

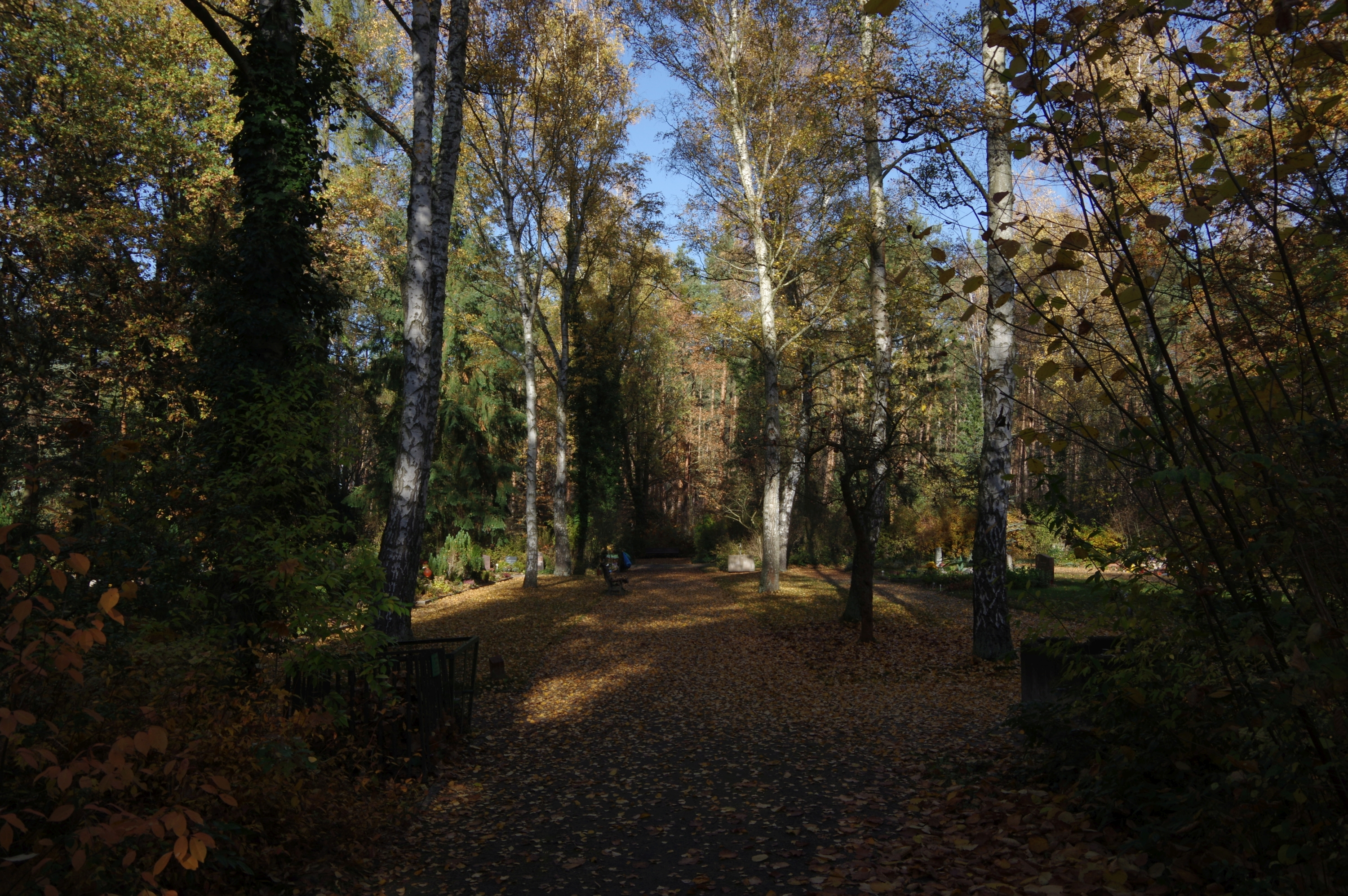
Friedhof

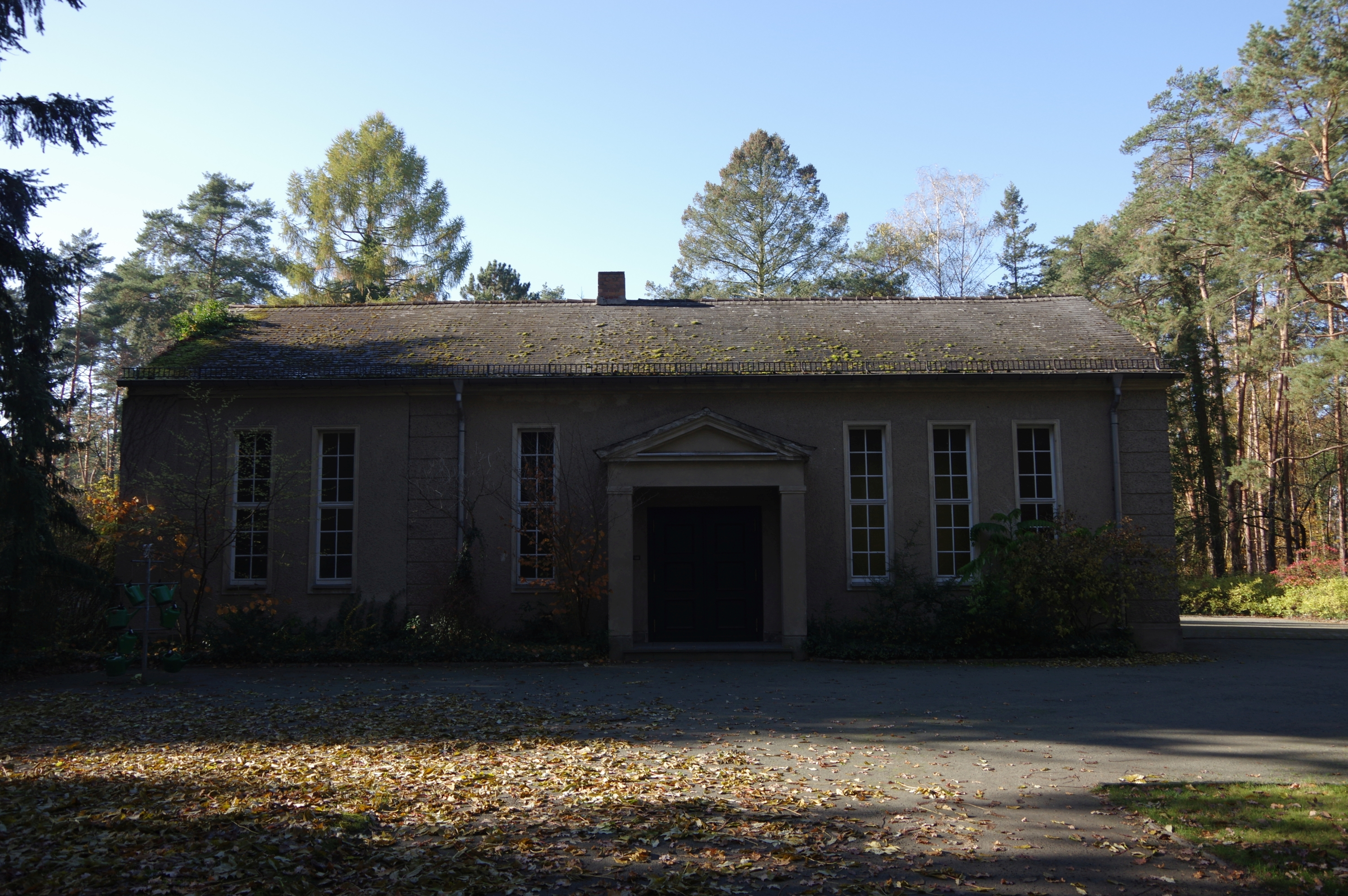
Kapelle

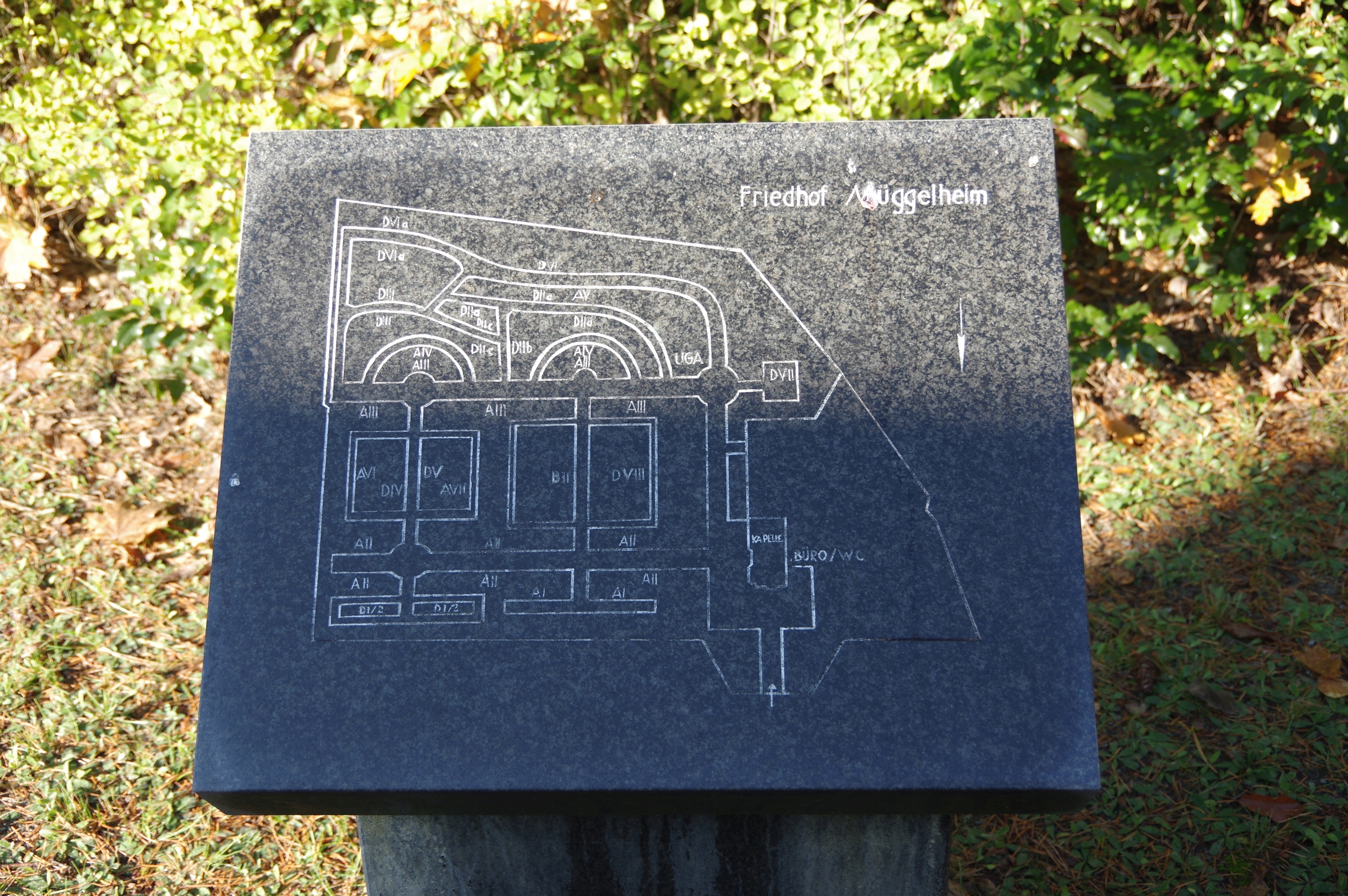
Friedhofsplan

Der Waldfriedhof Müggelheim ist ein landeseigener Friedhof im Ortsteil Müggelheim des Berliner Bezirks Treptow-Köpenick. Er liegt in der Gosener Landstraße 1.

## Geschichte
1810 wurde nahe dem Ortskern am  Krampenburger Weg 13 der Friedhof von Müggelheim angelegt. Die letzte Beisetzung fand 1968 statt. In den 1980er Jahren wurde der Friedhof eingeebnet und in eine Grünanlage umgewandelt. Zum Gedenken an den Schriftsteller  Curt Grottewitz (1866–1905) wurde sein Grabstein dort belassen.
Nach dem Ende des Zweiten Weltkriegs entstand am Waldrand ein Notfriedhof, der bis Anfang 1946 genutzt wurde. Nach Ablauf der Ruhefrist von 25 Jahren ebnete man diesen Friedhof im Jahr 1971 ein. Die Fläche ist heute wieder bewaldet.  
1956 wurde der heutige Waldfriedhof in der Gosener Landstraße eröffnet. Seine Fläche beträgt etwa 20.800 m². Er trägt einen parkähnlichen Charakter und verbindet sich dadurch mit dem ihn umgebenden Wald. Seit 1997 steht er als Gartendenkmal in der Berliner Denkmalliste.

## Bestattete Persönlichkeiten
- Jan Petersen (1906–1969), Schriftsteller
- Ingeborg Medschinski (1924–2018), Hörfunksprecherin
- Eberhard Bartke (1926–1990), Kunstwissenschaftler
- Ulrich Fahl (1933–2004), Politiker (CDU)
- Karin Herrmann (1936–2018), Physikerin